# Peter Wisgerhof
Peter Wisgerhof (Wageningen, 19 novembre 1979) è un ex calciatore olandese.

## Palmarès
- Campionato olandese: 1

Twente: 2009-2010
- Supercoppa dei Paesi Bassi: 2

Twente: 2010
Twente: 2011
- Coppa dei Paesi Bassi: 1

Twente: 2010-2011